# Карамельное яблоко
Карамельные яблоки или ирисные яблоки — это целые яблоки, покрытые слоем карамели. Их создают путём окунания или обваливания яблок на палочке в горячей карамели, иногда затем обваливая их в орехах или других мелких солёных или кондитерских изделиях, и давая им остыть. Когда добавляются эти дополнительные ингредиенты, такие как ореховая посыпка, карамельное яблоко может называться тянучкой.

## Производство

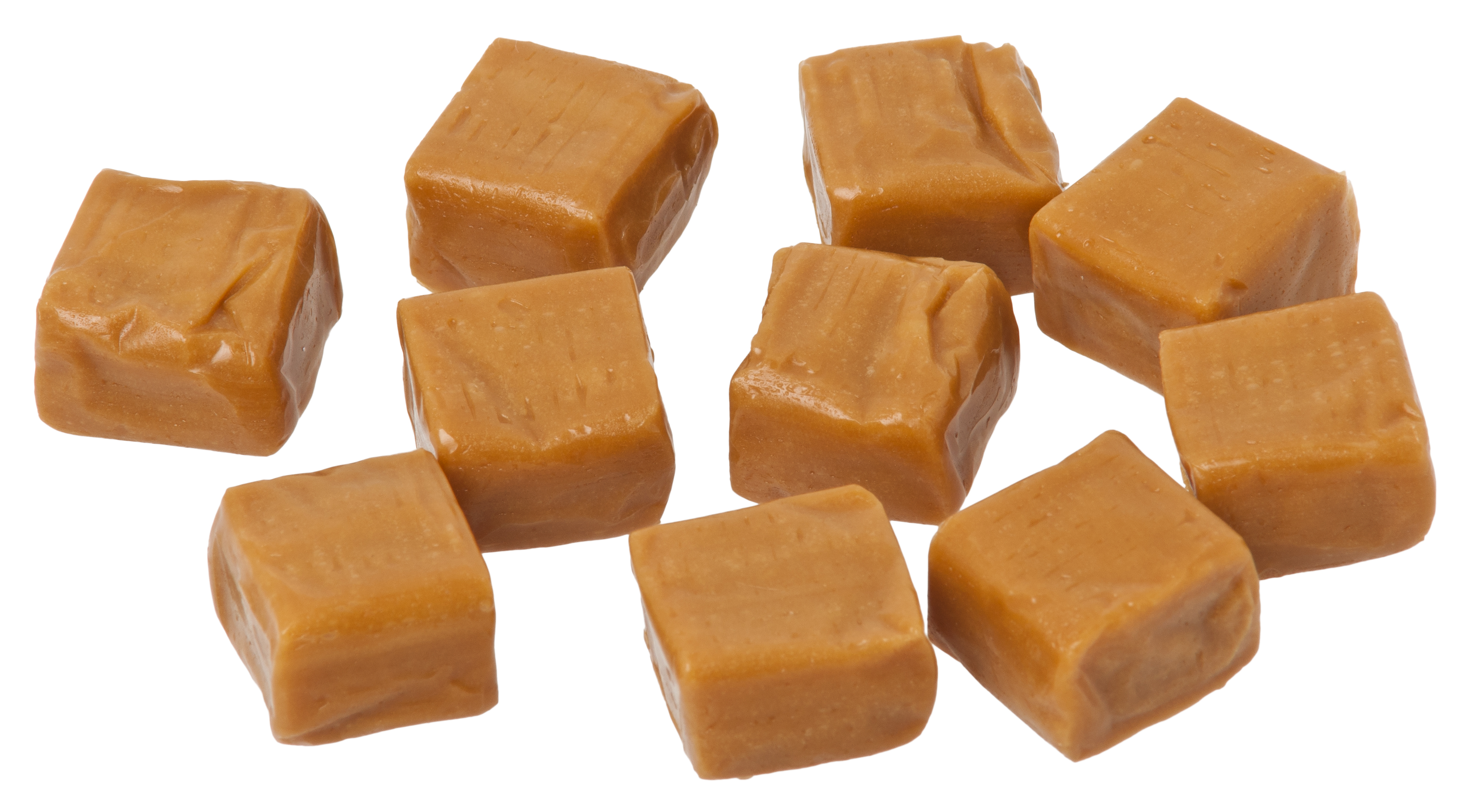
Пакеты с карамельками обычно продаются в осенние месяцы в Америке для приготовления карамельных яблок.

Для крупносерийного производства карамельных яблок лист карамели можно обернуть вокруг яблока, а затем нагреть яблоко, чтобы карамель равномерно расплавилась на нём. Это создаёт более твёрдую карамель, которую легче транспортировать, но труднее есть. Производство карамельных яблок в домашних условиях обычно включает в себя растапливание купленных карамельных конфет для окунания или приготовление домашней карамели из таких ингредиентов, как кукурузный сироп, коричневый сахар, сливочное масло и ваниль. Домашняя карамель обычно даёт более мягкое и кремовое покрытие.
В последние годы,[когда?] становится всё более популярным украшать карамельные яблоки к таким праздникам, как Хэллоуин. Используемые для этого методы включают нанесение сахара или соли на размягчённую карамель, окунание охлаждённых, затвердевших яблок в белый или молочный шоколад, или рисование узоров на готовых карамельных яблоках белым шоколадом, окрашенным пищевыми красителями.
Классически, предпочтительными яблоками для использования в карамельных яблоках являются кисловатые яблоки с хрустящей текстурой, такие как Гренни Смит.

## История

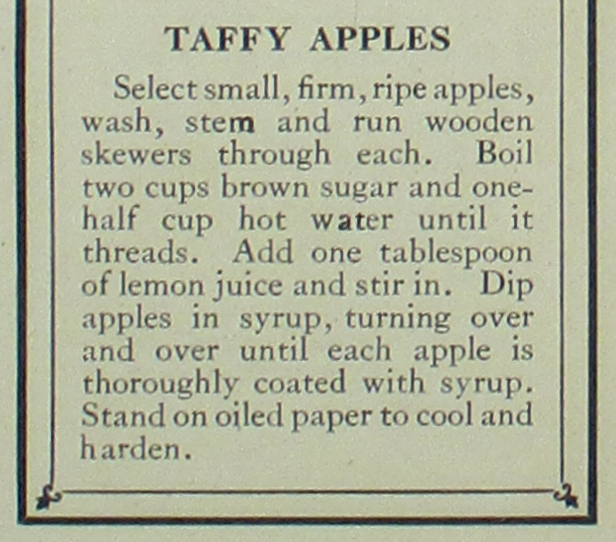
Ранний рецепт карамельных яблок из книги о детских вечеринках 1923 года. В рецепте используется глазурь из карамели на основе коричневого сахара.

Компания Hunter's Candy в Москве, штат Айдахо, начала продавать карамельные яблоки в 1936 году. Карамельные яблоки с твёрдым покрытием существовали с конца 19 века, но Hunter's Candy создала новое лакомство, покрыв яблоки своей карамелью. Во время Второй мировой войны эти яблоки отправлялись за границу солдатам в Корею, Японию и Англию.
В 1948 году семья Каструп основала компанию The Affy Tapple Company в Чикаго. Рецепт их карамельных яблок принадлежал Эдне Каструп и до сих пор используется для их линейки "The Original Caramel Apple"
В 1960 году Вито Раймонди запатентовал первую автоматическую машину для изготовления карамельных яблок, заменив большую часть ручного процесса производства.

## Внешние ссылки
- Рецепт карамельных яблок. allrecipes.com.